# Тариек
Тариек (VI век) — святой епископ бретонский. День памяти — 20 января.
Святой Тариек (Tariec) — монах ирландского происхождения, один из бретонских святых ранней Арморики, двоюродный брат или ученик святого Патрика. Согласно монографии Мало-Жозефа де Гараби:
Святой Тариек, епископ. Он родился в Арморике, от Реститута и святой Леомании (Léomanie), был учеником святого Патрика и помогал ему в обращении Ирландии, где он весьма почитаем. У него была часовня в половине лье от Ланилиса (Lanilis). Прелат был братом св. Ауксилиана, св. Нектана (Nectain), св. Дабонна (Dabonne), св. Магорнана (Magornan), св. Лугната (Lugnath) и св. Секондина, родившихся в Бретани, чья жизнь протекала в служении Богу и преданности ближнему.
После многих чудес он закончил свою святую жизнь в 460 году, в своём епископском городе Селл-Усалли (Céall-Usalli).

## Почитание в современной Бретани
День Св. Тариека  отмечают 20 января.
На протяжении многих лет к святому Тариеку обращались с молитвой против наступления моря  по всему побережью Бретани.
- В коммуне Ландеда имеется остров Тариек[фр.]; там имеется часовня, в которой пребывала деревянная статуя святого Тариека. Теперь статуя находится в часовне святой Маргариты в том же приходе. В приходской церкви святого Конгара в Ландеда также имеется статуя святого Тариека.
- В его честь освящена часовня в Ланнилисе.
- В его честь освящена часовня в Плувьене, и там сохранился святой источник, носящий его имя.